# Macworld
Macworld és una revista digital i un lloc web dedicat als productes i programari d'Apple Inc., publicat per Foundry, una filial d'IDG.

## Història
Macworld va ser fundada per David Bunnell i Cheryl Woodard (editors) i Andrew Fluegelman (editor). Va començar com a revista impresa el 1984, amb el seu primer número distribuït al llançament de l'ordinador Macintosh. Com a revista impresa, tenia la major circulació auditada (tant total com en quiosc) de revistes centrades en Macintosh a Amèrica del Nord, més del doble del seu competidor més proper, MacLife.
El 1997, la revista MacUser, propietat de Ziff-Davis, es va consolidar a Macworld dins de la nova empresa conjunta de Mac Publishing entre IDG i Ziff-Davis. El 1999, l'empresa combinada també va comprar la publicació en línia MacCentral Online, perquè Macworld no tenia un potent component de notícies en línia en aquell moment. A finals de 2001, IDG va comprar la participació de Ziff-Davis de Mac Publishing, convertint-la en una subsidiària de propietat total d'IDG.
El 2003, Macworld va començar a publicar com a versió digital a més de l'edició impresa. El 10 de setembre de 2014, IDG va anunciar que interrompia l'edició impresa i va acomiadar la major part del personal, mentre continuava amb la versió digital.
En un moment, l'editor de la revista va llicenciar el seu nom a una altra filial d'IDG, IDG World Expo, per a la Macworld Conference & Expo (més tard Macworld/iWorld), que tenia lloc cada gener al Moscone Convention Center de San Francisco.